# Żony Hollywoodu: Nowe pokolenie
Żony Hollywoodu: Nowe pokolenie to amerykański dramat telewizyjny na podstawie powieści Jackie Collins. 

## Fabuła
Lissa jest śpiewającą aktorką w Hollywood. Przyjaźni się z Taylor i Kyndrą. Choć wszystkie żyją w luksusie, przeżywają wiele problemów. Lissa zaczyna podejrzewać, że o wiele młodszy mąż ją zdradza. Wynajęty detektyw Michael Scorsinni potwierdza przypuszczenia klientki o niewierności Gregga. Kiedy zdemaskowany mąż traci panowanie nad sobą i używa siły wobec żony, Michael bierze aktorkę w obronę i kategorycznie nalega, by rozstała się z mężem. Przystojny detektyw i klientka nawiązują romans. Kobieta znowu odnajduje miłość i szczęście.

## Obsada
- Farrah Fawcett – aktorka Lissa Roman
- Melissa Gilbert – aktorka Taylor Singer
- Jack Scalia – prywatny detektyw Michael Scorsini
- Robin Givens – aktorka Kyndra
- Jeff Kaake – Gregg Lynch